# Laura de Souza
Laura de Souza (Ponta Porã, 7 de abril de 1958 - Porto Alegre, 30 de julho de 2022) foi uma consagrada cantora de óperas brasileira especialista no repertório do soprano dramático e soprano wagneriano.

## Biografia
Estudou em Hamburgo, Milão, Paris e Munique, tendo entre seus mestres Ugo Ugaro, Hans Kagel, Eduardo Abumrad e Kammersänger Thomas Tipton. Foi diplomada em Piano pelo Instituto de Artes da UFRGS. Obteve o Primeiro Lugar na Biennale di Canto di Cagliari, em 1988 e o Primeiro Grande Prêmio no Concurso Internacional de Canto do Rio de Janeiro, em 1991, bem como Prêmio de Melhor Cantora Brasileira, sendo a primeira e única brasileira a receber tais premiações.
Estreou na Europa sob a direção cênica de Herbert Wernicke, na opereta Sangue Vienense no Theater des Westens de Berlim e sob a direção musical de Hans Hilsdorf, com o Berliner Kantattenensemble, como solista do Oratório de Natal de J. S. Bach, na Filarmonia de Berlim, em 1988. Nesse mesmo ano foi solista da Orquestra da RAI de Milão, sob a regência de Vladmir Delmann, em Cenas de Fausto, de R.Schumann.
Foi membro estável do Staatstheater Kassel, de 1991 a 1997 e do Deutsches Nationalteather Weimar, de 1997 a 1998. Convidada, atuou em teatros tais como Aalborg Theater - Dinamarca, Bolshoi Theater Minsk - Bielorússia, Openair Opera Festival - Hamburgo, Kloster Maulbronn, Filarmonia de Colônia, Deutsches Theater München, Nationaltheater Mannheim – Alemanha. No Brasil, atuou ao longo de mais de 25 anos de carreira, no Theatro Municipal do Rio de Janeiro, Teatro Alfa, Theatro Municipal de São Paulo, Theatro São Pedro, Palácio das Artes, Teatro Amazonas, Theatro da Paz, Sala Cecília Meirelles e Sala São Paulo.
Foi dirigida cenicamente por grandes nomes como Herbert Wernicke, Aidan Lang, Wolfram Mehring e Werner Herzog. Em seu repertório figuravam as grandes óperas do período romântico e pós-romântico, como Tosca, Madama Butterfly, Manon Lescaut, Suor Angelica, Tannhäuser, A Valquíria, Ariadne auf Naxos, Cavalleria Rusticana, Don Carlo, Il Trovatore e Falstaff. Como concertista, dedicou-se principalmente à música alemã, destacando obras como As Quatro Últimas Canções de R. Strauss, Prelúdio e Morte de Isolda e Wesendonck-Lieder de R. Wagner, bem como as Sinfonias n° 2 e 8 de G. Mahler e o Requiem Alemão de J. Brahms. Sua especialidade camerística é o Lied Alemão.
Realizou em 2005, a estréia latino-americana do monodrama Erwartung, de A. Schoenberg no Theatro Municipal do Rio de Janeiro. Participou do Festival de Inverno de Campos de Jordão, Encontro Nacional de Canto do Conservatório de Música de Tatuí, Festival de Ópera do Theatro da Paz, Festival Amazonas de Ópera, Brazil Arts Festival em Tempe, Arizona, Latin Arts and Music Festival, Mount Pleasant, Michigan - EUA, no qual ministrou igualmente masterclass para a classe de graduação de Canto, Projeto Aquarius, Rio de Janeiro, Mahler em Bogotá, Europäische Wochen Passau, Rheinisches Musikfest em Bonn e Dresdner Musikfestspiele, com a Westdeutscherundfunk Orchester, Alemanha.
Participou das reaberturas do Theatro Municipal do Rio de Janeiro, com Il Trovatore, de G. Verdi, em 2010 e do Theatro Municipal de São Paulo, interpretando Serenade to Music, de V. Williams, em 2011. Nas temporadas seguintes, cantou no XII Festival de Ópera do Theatro da Paz, interpretando Santuzza, em Cavalleria Rusticana em 2012 e, em 2013, participou do mesmo festival como professora convidada e solista do Concerto de Encerramento. Participou do X Festival de Ourinhos, e foi solista da temporada da Orquestra Filarmônica de Bogotá, apresentando a Floresta Amazônica de H. Villa-Lobos.
Foi Doutora em Música pela UNICAMP, tendo defendido a tese ''Yoga e voz cantada: aplicação de técnicas de Yoga na pedagogia vocal''. Em 2020 criou o VOICE FITNESS - MÉTODO LAURA DE SOUZA. Dois anos depois, foi co-fundadora da Companhia de Ópera do Rio Grande do Sul.
Faleceu em Porto Alegre, aos 64 anos, vítima de câncer. 

## Repertório
- Giacomo Puccini
  - Tosca (Tosca)
  - Suor Angelica (Angelica)
  - Madama Butterfly (Cio Cio San)
  - Turandot (Liù)
  - Manon Lescaut (Manon)
  - La Bohème (Musetta)

- Giuseppe Verdi
  - Aida (Aida)
  - Falstaff (Alice Ford)
  - Don Carlo (Elizabeth)
  - Il Trovatore (Leonora)
  - La Forza del Destino (Leonora)
  - La Traviata (Violetta)

- Richard Wagner
  - Die Walküre (Brunhilde/Sieglinde)
  - Tannhäuser (Elizabeth)
  - Tristan und Isolde (Isolde)

- Richard Strauss
  - Ariadne auf Naxos (Ariadne)

- Johann Strauss
  - Die Fledermaus (Rosalinde)
  - Eine Nacht in Venedig (Annina)

- Henry Purcell
  - Dido and Aeneas (Dido)

- Georges Bizet
  - Carmen (Micaela)

- Wolfgang Amadeus Mozart
  - Die Zauberflöte (Pamina/Primeira Dama)
  - Don Giovanni (Dona Anna/Dona Elvira/Zerlina)
  - Le Nozze di Figaro (Contessa di Almaviva)

- Pietro Mascagni
  - Cavalleria Rusticana (Santuzza)

- Charles Gounod
  - Faust (Marguerite)

- Arnold Schönberg
  - Erwartung (die Frau)

- Hector Berlioz
  - La damnation de Faust (Marguerite)

- Fred Raymond
  - Die Maske in blau (Evelyn)

- Emmerich Kálmán
  - Die Czárdásfürstin  (Sylva Varescu)

- Franz Lehár
  - Das Land des Lächelns (Lisa)

- Carl Nielsen
  - Maskerade  (Leonora)